# PlayStation Portable
PlayStation Portable（プレイステーション・ポータブル、略称: PSP）は、ソニー・コンピュータエンタテインメント（略: SCE）が2004年12月12日に発売した携帯型ゲーム機。
発表当初は「21世紀のウォークマン」と位置づけられていた。2009年11月1日には、姉妹機である「PSP go」が発売された。

## 歴史
2004年12月12日に、ソニー・コンピュータエンタテインメントより発売されたPlayStation Portable（PSP-1000）は、高解像度の大型液晶モニターを搭載し、PlayStation 2並みのグラフィックを楽しめるという特徴があり、記録媒体として光ディスクの一種であるUMDが採用された。本体には無線LANが標準装備されており、インターネットを介してゲームのコンテンツをダウンロードしたり、遠方に住むプレイヤーとオンライン対戦ができた。加えて、ワイヤレス通信機能の一つである“アドホックモード”では、最大16台まで同時接続ができた。また、ゲームシェアリング機能を利用した体験版配布サービス「PlayStation Spot」も展開された。一方で本体の初回出荷不足に陥り、同じく2004年に発売されたニンテンドーDSに先を越されてしまったとの指摘もある。また発売からしばらく後の2006年の時点においては、日本全国まんべんなく売れているニンテンドーDSに対し、PlayStation Portableでは大都市圏を中心に売れているという分析から、その背景には所得格差があるのではないかと指摘する声もあった。
初期型であるPSP-1000発売から3年後の2007年9月には、2代目モデルのPSP-2000シリーズが発売された。こちらは本体を薄型・軽量化したことに加え、テレビにつなげるためのビデオ出力端子が搭載された。その翌年の2008年10月に発売された3代目モデルのPSP-3000シリーズは、さらに高画質な液晶ディスプレイのほか、内蔵マイクが搭載された。
2009年4〜6月期はハードをけん引するような作品がなく、販売台数も前年同期の3分の1に当たる約130万台と苦戦していた。また同年発売されたディスクレスモデル・PSP goは、ダウンロード販売が一般的ではなかったうえ、パッケージタイトルとして購入済みのソフトを遊べないことなどからあまり売れず、ゲームタイトルの提供はパッケージタイトルが主流であった。
2010年には、PSP goを含む年間販売台数が290万7120台を記録し、わずかながらニンテンドーDSを初めて上回った。とはいえ、これはニンテンドーDSの市場が飽和しかけていたことや、日本国内におけるPlayStation Portableの総販売台数が少なかったがための伸びしろでもあり、当時品切れが頻発していた『モンスターハンター ポータブル 3rd』の供給がうまくいっていればより販売台数は伸びていたのではないかという分析もあった。
他方、欧米においては市場形成に失敗したとの指摘もある。

### 出荷台数
- 2005年10月 - 世界1000万台
- 2005年12月 - 世界1500万台
- 2006年3月 - 世界1700万台
- 2007年1月16日 - 世界2000万台
- 2008年6月 - 世界4100万台
- 2008年7月15日 - 日本1000万台
- 2009年1月末 - 世界5000万台[18]
- 2009年10月25日 - 日本1280万台（エンターブレイン調べ）[19]
- 2011年1月 - 世界6400万台、うち日本は1600万台
- 2011年6月 - 世界7000万台
- 生産終了 - 世界8000万台

## 年表
- 2003年
  - 5月14日 - 新携帯プラットホーム“PSP”発表。
- 2004年
  - 5月12日 - 携帯型ゲーム機 「プレイステーション・ポータブル」  (PSP) 商品発表。
  - 12月12日 - プレイステーション・ポータブル、プレイステーション・ポータブル バリュー・パック（ブラック）発売。
- 2005年
  - 1月5日 - 北米向け発売イベントを開催し、SCEA社長兼CEOの平井一夫は「PSPは“ニンテンドーDSキラー”ではない。われわれの製品は“iPodキラー”だ」と発言[20]。
  - 2月3日 - 北米での発売日が3月24日に決定[21]。
  - 6月9日 - PSP向け周辺機器「カーアダプター」・「アクセサリーポーチ&クロス」発売。
  - 9月15日 - プレイステーション・ポータブル バリュー・パック（セラミック・ホワイト）発売。
  - 10月27日 - PSP向け周辺機器「大容量バッテリーパック」・「メモリースティック PRO デュオ」  (1GB) 発売。
  - 11月17日 - プレイステーション・ポータブル ギガパック（ブラック、セラミック・ホワイト）発売。
- 2006年
  - 3月15日 - PS Business Briefing 2006 Marchで公開されたロードマップおよびホームページで、アップデートによる今後の新機能や新サービスを発表。
  - 10月1日 - 東北新幹線「はやて」のグリーン車利用のJR東日本パック旅行「びゅう」の購入者にPSP本体とソフト貸出サービス開始（2007年3月31日まで）。
  - 10月19日 - 「プレイステーション・ポータブル ボーナスパック」発売。
  - 11月22日 - PSP本体カラーバリエーション「ピンク」PSP-1000 PK 発売。PS3を通じてPS1ソフトのダウンロード販売開始。
  - 12月14日 - PSP本体カラーバリエーション「シルバー」PSP-1000 SV 発売。
  - 12月21日 - PSP本体カラーバリエーション「メタリックブルー」PSP-1000 MB 発売。
- 2007年
  - 2月22日 - PSP本体カラーバリエーション「シャンパンゴールド」PSP-1000 CG 発売。
  - 4月3日 - SCEAがPSP本体基本パックの価格を199ドルから169ドルへ値下げ（日本での値下げは無し）。
  - 7月12日 - PSP-2000発表[22]。
  - 9月20日 - PSP-2000日本発売。PSP用パソコン向けPlayStation Storeが開設。
  - 12月13日 - 新色「ディープ・レッド」2種類のパックで限定発売。
- 2008年
  - 2月28日 - 新色「ミント・グリーン」発売。
  - 4月24日 - 「マット・ブロンズ」バリューパック  (PSPJ-20002) を限定発売。
  - 7月17日 - 新色「メタリック・ブルー」を2種類のパックで限定発売。
  - 8月20日 - PSP-3000の発売を発表[23]。
  - 10月16日 - PSP-3000日本発売。PSP用PlayStation Store開設。
- 2009年
  - 2月24日 - SCEA、若い女性をターゲットにしたライラックカラーを発表[24]。
  - 3月5日 - 新色「バイブラント・ブルー」、「ラディアント・レッド」発売。
  - 3月19日 - 新色「ブライト・イエロー」、「スピリティッド・グリーン」発売。
  - 6月3日 - 開発ツール「DTP-T2000／DTP-T2000 A」の値下げを発表[25]。
  - 10月1日 - PSP-3000値下げ。
  - 12月2日 - PlayStation Storeよりビデオ・ミュージックの配信開始。
  - 12月10日 - PlayStation Storeよりコミックの配信開始。
  - 10月-12月 - 対応ソフトのパッケージデザインが変更され、上部の黒枠が黒と灰色のグラデーションになり、PSシリーズのロゴが左に移動、PSPの文字も若干大きくなった。この時期に発売されたソフトは新デザインと旧デザインのものが混在している。
- 2010年
  - 4月15日 - R∞M for PlayStation®Portableの開発中止。
  - 10-11月ごろ - 「スピリテッド・グリーン」、「ブライド・イエロー」出荷完了（生産中止）。
  - 11月18日 - 新色「ブロッサム・ピンク」「ブラック/レッド」「ホワイト/ブルー」発売（後者2つはPSP初のツートンカラー）。
- 2011年
  - 1月 - 「スピリテッド・グリーン」販売終了。
  - 2月17日 - バリューパック for Girlsを数量限定で発売。
  - 2月27日 - 北米にてPSP-3000の値下げが発表　＄169.99から＄129.99に。
  - 11月17日 - 新色「レッド/ブラック」を数量限定で発売。
- 2012年
  - 4月26日 - 新色「スカイブルー/マリンブルー」を数量限定で発売。
  - 9月19日 - カンファレンスイベントで価格改定の発表。翌日の9月20日から通常版が13,800円・バリューパックが14,800円へ引き下げられる[6]。
  - 10月3日 -「レッド/ブラック」のバリューセットを11月22日に数量限定で再発売することを発表。
- 2014年
  - 3月31日 - PSP-1000シリーズ/PSP-2000シリーズのアフターサービス受付終了[26][27]。
  - 6月3日 - 6月での日本国内向け出荷の完了を発表し、後継機であるPS Vitaへの乗り換えサポートも始まった[28]。
- 2016年3月31日 - PlayStation StoreでのPSP向けサービスを終了[29]。
- 2019年9月30日 - PSP-3000シリーズのアフターサービス受付終了[30]。

## ハードウェア
4.3インチモバイルASV液晶・UMD・メモリースティック PRO Duoインターフェースを採用する。無線LANやUSBポートでの拡張性があり、PS2と較べても遜色のないグラフィック性能を持つ。当時の技術的制約から、全般的にはPS2の性能に及ばないものの、ベジェ/Bスプライン (NURBS) 曲面をサポートする点ではPS2を超える描画機能を備えている。本ハードはPlayStation2でリージョンロックが市場流通において海外版の作品を日本でプレイする際に妨げになる傾向があったため、このハード以降の全PlayStationハードは（ごくわずかの例外を除く）全てのゲームがリージョンフリーとなった。
デザイン
据置機のPSシリーズと異なり、PSP-1000シリーズは小笠原伸一、PSP-3000シリーズは曽我部卓が担当した。
スリープ機能
パワースイッチを短く上に入れることで、ゲームをそのままの状態で一時的に中断することができる。スリープ解除時は1 - 2秒ほどで再開できる。スリープモード中は基本的にほとんどバッテリーを消費しない。無操作状態のまま、一定時間が経過したときに、自動でスリープにすることも可能。また、バッテリー残量が少なくなると自動的にスリープに入りバッテリーを節約するようになっているが、その後完全に電池が切れた場合は電源が切れてしまい、次回起動時に時刻設定を求められ、設定後メニューに戻る。
CPU
発売当初のPSPは可変動作周波数機能により最高でも222 MHzまで動作するよう制限されていたが、ファームウェアバージョン3.50からは333 MHzでの動作が解禁になった（333 MHzで動作させるにはソフトウェアの側でも対応させる必要がある。2008年発売の『ゴッド・オブ・ウォー 落日の悲愴曲』で、初めて333MHzでの動作が実現した）。これにより、処理能力が向上するが、その分消費電力も大きくなるため、対応ソフトのプレイ時はバッテリーの持続時間が短くなる弊害もある。
ワイヤレスLAN
IEEE 802.11b準拠のマーベル社製の無線LANチップを搭載しているため、下記の2種類の通信が可能である。
アドホック・モード
PSP同士の近距離（30m以内）の通信。主に仲間内での協力・対戦や、体験版を他のPSPに分け与えるゲームシェアリングなどに使われる。PS3を介すアドホック・パーティーにも利用される。通信サービスとしてプラネックスコミュニケーションズが運営しているXLink Kaiを使うことで国内、世界各国プレイヤーとの協力・対戦が可能になる。PlayStation VitaおよびPlayStation Vita TVのPSP互換機能でもアドホックモードを起動することが可能。
インフラストラクチャー・モード
アクセスポイントを介してインターネットに接続できる機能。セキュリティはWEPとWPA-PSKに対応している（WPA2-PSKには対応していない）。ただし、Vitaの互換機能を使用するPSP作品はWPA2-PSKを使ってPSNに接続することが可能。自動設定は、AOSS（バッファロー）・らくらく無線スタート（NECアクセステクニカ）に対応。このハードはインフラストラクチャーモードでオンラインマルチプレイを実現することができず、マルチプレイ機能はすべてアドホックモードで実装するしかなかった。そのため、PSPにおけるゲーム内においたPSNへの接続はもっぱら追加コンテンツのダウンロードに使用された。PlayStation Vitaではインフラストラクチャーモードでマルチプレイを実現した作品は少数だが存在する（ブラックオプス　ディクラシファイドなど）。

### 仕様
- 外形寸法（幅、高さ、奥行き）
  - PSP-1000シリーズ 約170×23×74 mm
  - PSP-2000/3000シリーズ 約169.4×18.6×71.4 mm
- 重量（バッテリーを含む）
  - PSP-1000シリーズ 約280 g
  - PSP-2000/3000シリーズ 約189 g
- 電源
  - 交換可能 リチウムイオンバッテリー（3.6V。別売りで2,200mAhもある）
    - PSP-1000シリーズ 1,800 mAh
    - PSP-2000/3000シリーズ 1,200 mAh

  - ACアダプター
- CPU
  - クロック周波数: 333 MHz（標準は222 MHz）
  - 1基のMIPSベース 32ビットコア
- GPU
  - クロック周波数: 166 MHz（標準は111MHz）
- メモリ
  - メインメモリ: 32 MB（PSP-2000/3000は64 MB）
  - サブメモリ: 4 MB（グラフィックスコアとビデオデコーダーに2 MBずつ固定的に割り当て）
- ディスクメディア
  - UMD
- 通信
  - 無線LAN: IEEE 802.11b（Wi-Fi認証取得、PSP-E1000は非搭載）
  - 赤外線通信: IrDA（PSP-1000のみ）
- AV出力
  - アナログ出力: 独自端子×1（PSP-2000/3000のみ。D端子、コンポーネント端子、S端子、コンポジット端子へ変換可能）
  - アナログ音声出力: ステレオミニプラグ×1
- I/O
  - USB 2.0ポート×1
  - メモリースティック PRO Duoスロット×1
  - 独自端子×1（音声入力や音楽再生時の操作に使用可能。PSP-2000/3000のみ、テレビへの映像出力が可能）

## バリエーション

### PSP-1000シリーズ

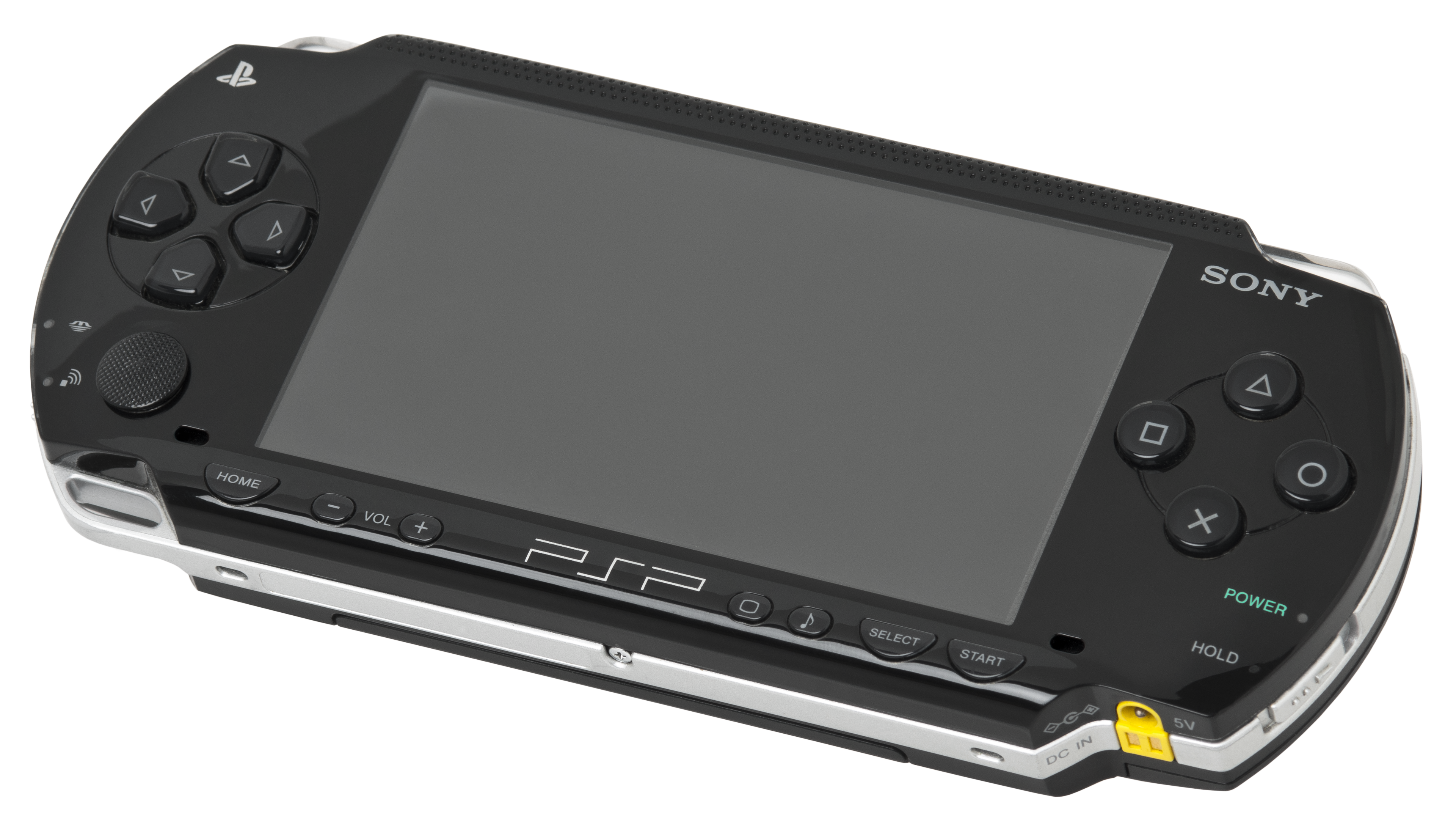
PSP-1000

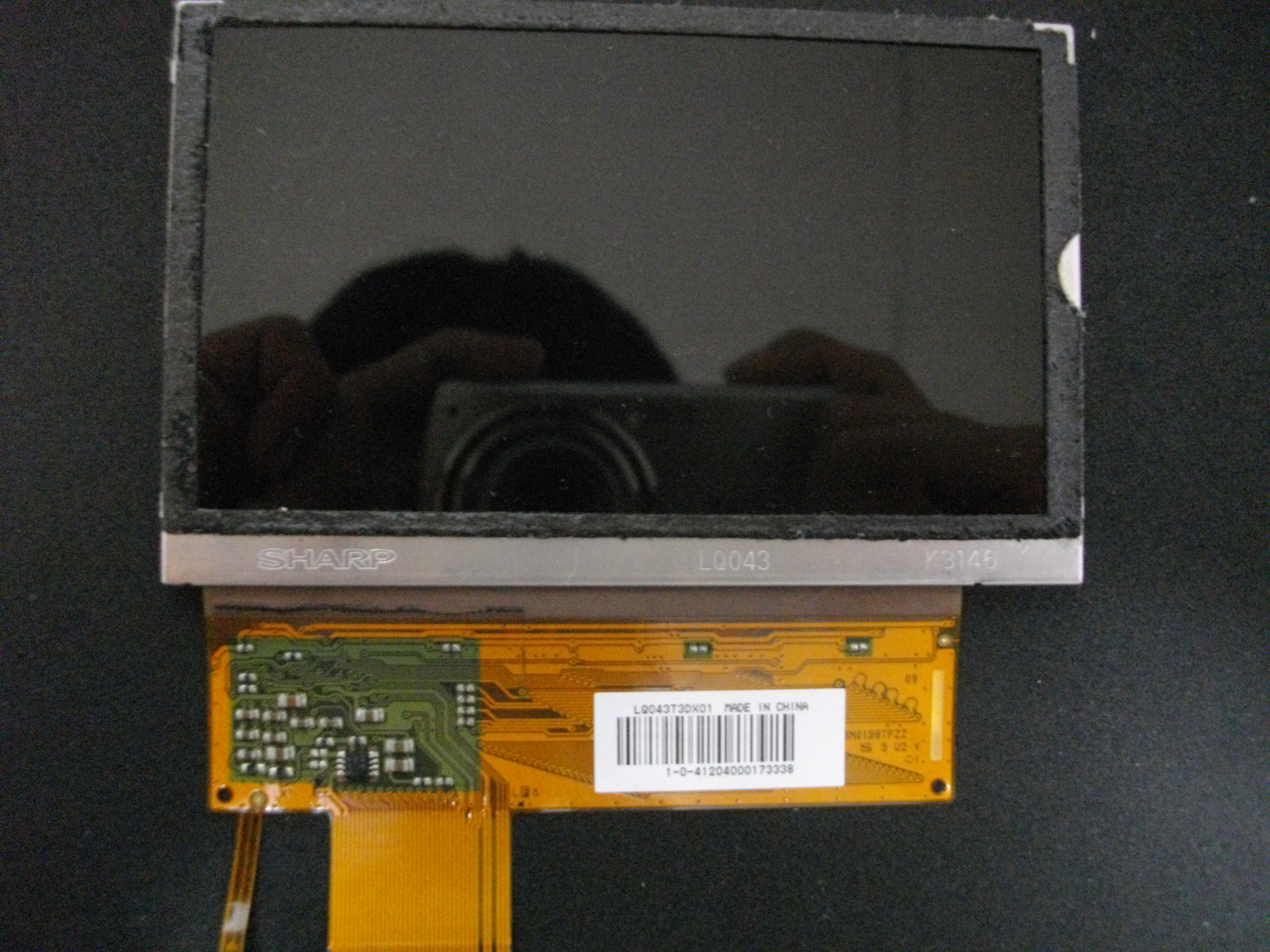
PSP-1000液晶

- Sony CXD2962GG （のちCXD2967GG）
  - PSP CPU（MIPS R4000 32ビットコア）
    - 90nm、セミコンダクタCMOSプロセス
    - クロック周波数：1 - 333 MHz（標準は222MHz）
    - 16 KB 命令キャッシュ / 16 KB データキャッシュ
    - 組込FPU（MIPSは通常、単独では浮動小数計算機能を持たないため）
    - 組込ベクトルFPU、2.6G FLOPS（333MHz駆動時）[35]

  - グラフィックスコア
    - 256ビットバス
    - クロック周波数：1 - 166 MHz（標準は111MHz）
    - 駆動電圧：166MHz時に1.2V
    - VRAM容量：DRAM 2MB
    - バス帯域：5.3GB/s
    - T&L性能：最大3300万ポリゴン/秒
    - ピクセルフィルレート：6億6400万ピクセル/秒
    - サーフェイスエンジン機能
      - テッセレーション
      - ポリゴンオペレーション
      - モーフィング
      - ライティング
      - クリッピング
      - ボーン
      - ベジェ/Bスプライン(NURBS)曲面

    - レンダリングエンジン機能
      - テクスチャマッピング
      - ピクセルシェーディング[31]
- Sony CXD1876 （のちCXD5026）
  - メディアエンジン CPU(メインのCPUとほぼ同等だがFPUやVFPUを持たず、ゲームプログラムから直接操作ができない)[36]
    - MIPS R4000 32ビットコア
    - 90nm、セミコンダクタCMOSプロセス
    - 1 - 333 MHz（標準は222 MHz）@ 1.2V
    - 16 KB 命令キャッシュ / 16 KB データキャッシュ

  - SiP
    - 仮想モバイルエンジン - Virtual Mobile Engine (VME) サウンドコア
      - リコンフィギュアラブルDSP Engine
      - 1-166MHz（標準は166Mhz） @ 1.2V
      - 128ビットバス
      - 24ビットデータパス
      - 5GFLOPS

    - MPEG-4 (H.264/AVC) ハードデコーダ
    - DRAM 2MB @2.6 Gbps

  - 128ビットバス @ 2.6ギガビット/秒
- メモリ
  - Samsung K5E5658ACM（マルチチップパッケージ）[37]
    - メインメモリ：DDRDRAM32MB（うちカーネルが8MBを占有エリアとして確保）
    - フラッシュメモリ：32MB

  - DRAM：4MB（上記の通りグラフィクスコアに2MB、ビデオデコーダに2MBの固定的な割り当て。当初eDRAM方式であったが2005年末ごろからDRAMを別チップとしてパッケージ内で積層するchip on chip方式に変更された[38]。）
- ディスプレイ
  - SHARP製4.3インチ ワイドスクリーンASV液晶
  - 画面解像度：480×272 ピクセル (16：9)
  - 表示色数：RGBA各8ビット、32ビットカラー（約1677万色）
  - コントラスト比：400:1
  - 応答速度：30ms
  - 輝度：200/180/130/80 cd/m2（200cd/m2は充電時のみ）
  - PSP 2000シリーズで外部映像出力を行う場合はゲームのみインタレース非対応
- サウンド
  - ステレオスピーカー内蔵
  - ドルビープロロジックIIによる擬似5.1chサラウンド出力に対応
- 主な入出力ポート
  - ワイヤレスLAN（IEEE 802.11b準拠、Wi-Fi認証取得）
  - USB Mini-Bコネクタ（USB2.0 High Speed対応）
  - メモリースティック PRO Duoスロット（MagicGate・高速転送対応）
  - 赤外線通信（IrDA）
  - 外部電源供給端子（USBコネクタに接続する周辺機器に利用される）
  - 本体電源入力端子（リチウムイオンバッテリー）
  - ヘッドホン/マイク端子
- 内蔵ドライブ
  - 再生専用UMDドライブ
- 電源
  - 内蔵リチウムイオンバッテリー（3.6V/1,800mAh。別売りで2,200mAhもある）
  - PSP専用ACアダプター（100 - 240V対応）
- サイズ
  - 約170mm x 23mm x 74mm
- 重量
  - 約280g （バッテリーを含む）
  - ちなみにこのPSP-1000にアクセントとして付けられている上部の凹みは上段78+中段79+下段80の計237個付いている。このアクセントはPSP-2000では削除された。
- プレイステーション・ポータブル（オープン価格、PlayStation.comでは税込価格20,790円）
  - ブラック、PSP-1000:2004年12月12日発売
  - セラミック・ホワイト、PSP-1000CW:2006年4月20日発売
  - ピンク、PSP-1000 PK:2006年11月22日発売
  - シルバー、PSP-1000 SV:2006年12月14日発売
  - メタリックブルー、PSP-1000 MB:2006年12月21日発売
  - シャンパンゴールド、PSP-1000 CG:2007年2月22日発売
  - ※本体のほかACアダプターとバッテリーパックが付属。
  - ※メモリースティックDuoは付属しないため別途購入する必要がある。
  - ※アメリカでは2007年4月より199ドルから169ドルへと、30ドル値下げした。
- プレイステーション・ポータブル バリュー・パック（税込価格 26,040円）
  - ブラック、PSP-1000K:2004年12月12日発売
  - セラミック・ホワイト、PSP-1000KCW:2005年9月15日発売
  - 本体セットの内容にメモリースティック Duo 32MB、リモコン付きヘッドホン、ポーチ&ハンドストラップが付属。
  - 生産終了し、ボーナスパック（後述）の生産に切り替わっている。
- プレイステーション・ポータブル ギガパック（税込価格 31,290円）
  - ブラック、PSP-1000 G1:2005年11月17日発売
  - セラミック・ホワイト、PSP-1000 G1CW:2005年11月17日発売
  - バリュー・パックにメモリースティック PRO Duo 1GB、USBケーブル、クロス、スタンドが付属。
  - バリューパックに付属するハンドストラップは付属していない
- プレイステーション・ポータブル ボーナスパック（オープン価格、PlayStation.comでは税込価格28,000円）
  - ブラック、PSPJ-10004:2006年10月19日発売
  - セラミック・ホワイト、PSPJ-10005:2006年10月19日発売
  - 本体セットの内容にメモリースティック PRO Duo 1GB、USBケーブル、スタンド、ポーチが付属。
  - 好評だったバリューパック、ギガパックの流れを汲んで発売されたボーナスシーズンに向けた数量限定モデル。
  - PlayStation.comでの価格は28,000円となっており、実質的には以前発売されていたギガパックの値下げといえる。
- ソフト同梱限定パック
  - ソフトと同時発売された限定版。ソフトとセットになっているだけでハードそのものは単品販売と違いはない。オリジナルの同梱品がつくものや、オリジナルカラーの本体もある。
  - プレイステーション・ポータブル -どこでもいっしょ-レッツ学校!お勉強パック（税込価格28,140円）
    - 2006年6月15日発売で、セラミックホワイト版のみ。バリュー・パックに以下の同梱物が追加
    - PSP専用ソフト『どこでもいっしょ レッツ学校』
    - どこでもいっしょ オリジナル「プレイステーション・ポータブル」用ポーチ
    - どこでもいっしょ オリジナルボールペン（付録）

  - プレイステーション・ポータブル LocoRoco 得得パック（税込価格24,800円）
    - 2006年7月13日発売でブラック、セラミックホワイトの2種類あり。
    - 本体セットの内容に『ロコロコ』とメモリースティック Duo 32MBが付属。

  - メタルギアソリッド ポータブルオプス プレミアムパック（税込価格29,190円）
    - プレイステーションポータブル（カモフラージュ）PSP-1000 CA 2006年12月21日発売
    - 『メタルギアソリッド ポータブル・オプス』を同梱した限定版
    - ソフト、PSP本体のほか、オリジナルケース、ストラップ、ピンズ3点が同梱される。

  - メタルギアソリッド ポータブルオプス コナミスタイル限定版（税込価格37,800円）
    - プレイステーションポータブル（カモフラージュ）PSP-1000 CA 2006年12月21日発売
    - 『メタルギアソリッド ポータブル・オプス』を同梱した限定版
    - ソフト、PSP本体のほか、ヘビ皮オリジナルケース、ヘビ皮ストラップ、ピンズ3点、証明書が同梱される。

  - テイルズ オブ ザ ワールド レディアント マイソロジー・スペシャルパック（税込価格28,000円）
    - 2006年12月21日発売
    - プレイステーションポータブル（メタリックブルー）に『テイルズ オブ ザ ワールド レディアント マイソロジー』と以下の特典を同梱した限定版
    - メモリースティック Duo 32MB
    - オリジナルポーチ
    - オリジナルストラップ
    - オリジナルクロス

  - モンスターハンターポータブル 2nd ハンターズパック（税込価格27,300円）
    - 2007年2月22日発売
    - プレイステーションポータブル（シャンパンゴールド）に『モンスターハンターポータブル 2nd』と以下の特典を同梱。
    - 着せ替え生肉クリーナー!?
    - オリジナルポーチ
    - オリジナルストラップ
    - オリジナルドレスアップステッカー 2種類

  - モンスターハンターポータブル 2nd サマーボーナスパック（税込価格22,000円）
    - 2007年7月26日発売
    - モンスターハンターポータブル 2ndを同梱した限定版。本体の色により、シャンパンゴールドとメタリックブルーの2種類がある。
    - 先発の同梱版と違い特に特典はつかないが、本体とソフトを単品で買うよりも安価である。

### PSP-2000シリーズ

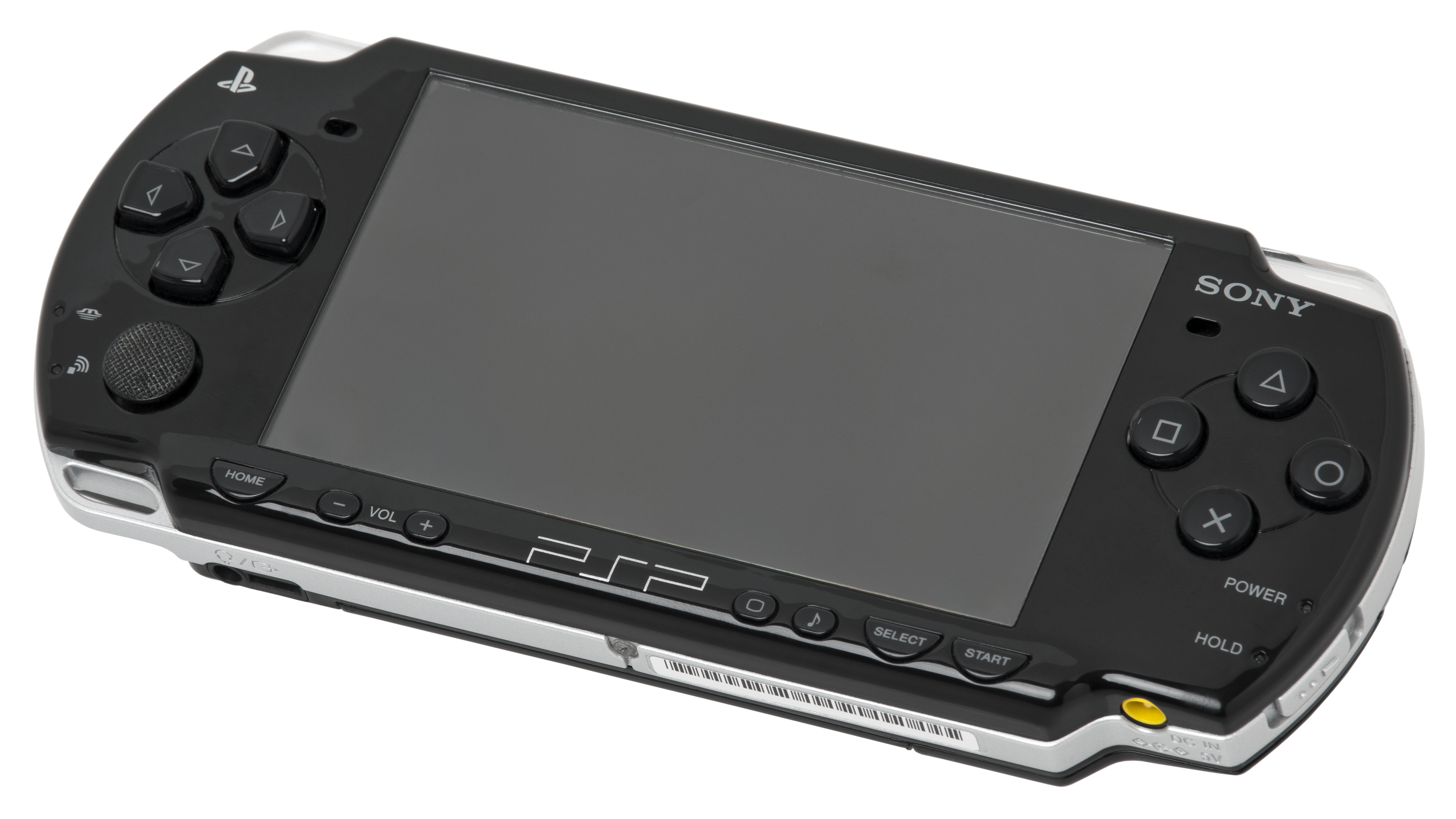
PSP-2000

2007年9月20日発売。PSP-1000から軽量・薄型化され、テレビ出力（ゲームはプログレッシブのみ）も可能となっているが、出力時にディスプレイにPSPの画面が完全に埋まるサイズで表示されるわけではなく、XMBの起動時とゲーム本編の起動時において、ゲーム側の解像度（画面サイズ）が縮小する場合がある。またメインメモリが拡張され、ゲームのローディング時間も短縮された。その他の変更点としては、無線LANスイッチが本体左側面から上面に移動・赤外線通信ポートの廃止・ディスクカバーのロックスイッチが廃止され手動開閉式となった。
- CXD2975BGG[37]
  - メインメモリ：64MB（うち32MBはバッファ。これによりソフトによっては読み込み待ち時間の短縮が期待できる）
  - フラッシュメモリ：64MB
- CXD5029
- 主な入出力ポート
  - ビデオ出力端子（アナログ）
- 電源
  - 内蔵リチウムイオンバッテリー (3.6V/1,200mAh)
- サイズ
  - 幅169.4×高さ18.6×奥71.4mm
- 重量
  - 約189g（バッテリーを含む）
- プレイステーション・ポータブル（税込希望小売価格 19,800円）
  - ピアノ・ブラック、PSP-2000 PB:2007年9月20日発売
  - セラミック・ホワイト、PSP-2000 CW:2007年9月20日発売
  - アイス・シルバー、PSP-2000 IS:2007年9月20日発売
  - ローズ・ピンク、PSP-2000 RP:2007年9月20日発売
  - ラベンダー・パープル、PSP-2000 LP:2007年9月20日発売
  - フェリシア・ブルー、PSP-2000 FB:2007年9月20日発売
  - ミント・グリーン、PSP-2000 MG:2008年2月28日発売
  - ※本体のほかACアダプターとバッテリーパックが付属。メモリースティックDuoは付属していない。
- プレイステーション・ポータブル バリュー・パック（税込価格 22,800円）
  - ディープレッド、PSPJ-2000:2007年12月13日発売、数量限定生産。
  - マット・ブロンズ、PSPJ-20002:2008年4月24日発売、数量限定生産。
  - メタリックブルー、PSPJ-20003:2008年7月17日発売、数量限定生産。
  - 本体セットの内容にポーチ、ストラップ、クロス、メモリースティックDuo 32MBが付属。
- プレイステーション・ポータブル ワンセグパック（税込価格 29,800円）
  - ディープレッド 2007年12月13日発売、数量限定生産
  - メタリックブルー 2008年7月17日発売、数量限定生産
  - 本体セットの内容に、ワンセグチューナー、ポーチ、ストラップ、クロス、メモリースティック PRO Duo 1GB、スタンドが付属。
- ソフト同梱限定パック
  - クライシス コア -ファイナルファンタジー VII-（FFVII 10th アニバーサリー リミテッド）（税込価格25,890円）
    - 2007年9月13日発売、77,777台限定発売。PSP-2000先行販売モデルとなっている。
    - プレイステーションポータブル PSP-2000（FFVII10周年記念オリジナル仕様）
    - 『クライシス コア ファイナルファンタジーVII』を同梱した限定版
    - オリジナルストラップ
    - FFVII 10th Anniversary インナーイヤーヘッドホン

  - スターオーシャン1 First Departure -Eternal edition-（税込価格 24,840円）
    - 本体は、フェリシア・ブルー  (PSP-2000 FB) をベースにスターオーシャンの紋章がデザインされている。
    - スターオーシャン1 First Departure UMDソフト
    - オリジナルポーチ
    - 2007年12月27日発売、数量限定生産。

  - モンスターハンターポータブル2ndG ハンターズパックG（税込価格 25,800円）
    - PSP-2000（マッドブロンズを基調にしたオリジナル）
    - モンスターハンター ポータブル 2nd Gソフト
    - オトモポーチ（大）,（小）

  - プレイステーション・ポータブル ギレンの野望・スペシャルパック（税込価格 25,890円）
    - 本体は、画面側とUMD側で色が異なり、画面側は真っ赤に塗装され、UMD側は黒地にシルバーでジオンの紋章と英名が記されている。(PSPL-90001)
    - 機動戦士ガンダム ギレンの野望 アクシズの脅威、ジオン十字勲章ストラップが同梱
    - 2008年2月7日発売

### PSP-3000シリーズ

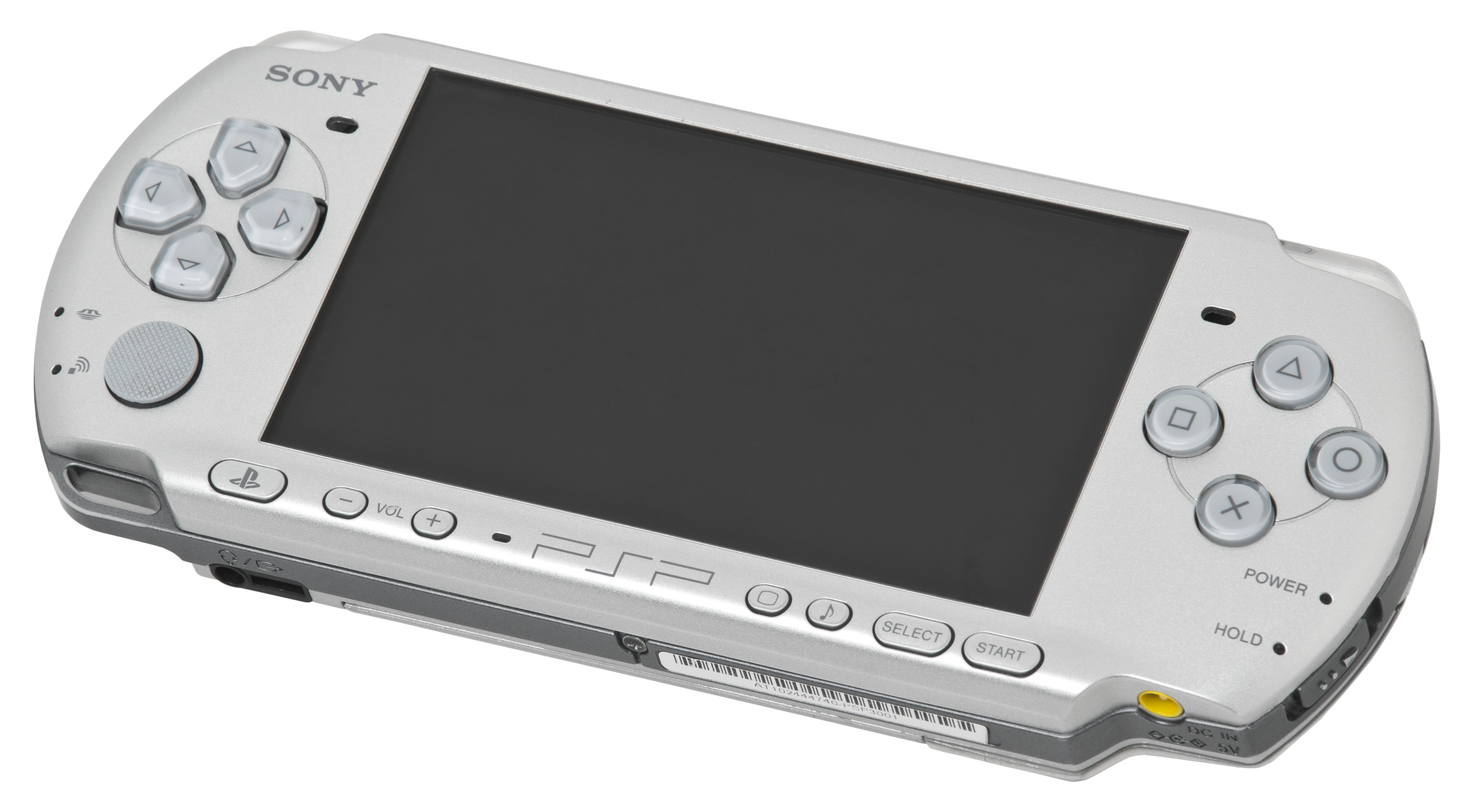
PSP-3000

2008年10月16日発売。重さや外形寸法などはPSP-2000と変わらないものの、液晶ディスプレイのコントラスト比が従来PSPの400:1から2000:1へと5倍に改善されたほか、応答速度が従来の30msから8msと高速化され、液晶自体の輝度も向上した。また、マイクが内蔵されてヘッドホンが無くてもSkypeなどが使用できるようになった。デザインも持ちやすいよう側面にある程度の丸みをもたせ、ゲームのテレビ出力機能もプログレッシブ方式とインターレース方式の両方が可能となった。
- メモリ
  - メインメモリ：64MB
- ディスプレイ
  - コントラスト比：2000:1
  - 応答速度：8ms
  - 輝度が従来より向上
- 主な入出力ポート
  - ビデオ出力端子（アナログ）
  - マイク
- 電源
  - 内蔵リチウムイオンバッテリー (3.6V/1,200mAh)
- 重量
  - 約189g（バッテリーを含む）
- プレイステーション・ポータブル（税込希望小売価格 19,800円/2009年10月1日以降16,800円/2012年10月1日以降13,800円）
  - ピアノ・ブラック、PSP-3000 PB:2008年10月16日発売
  - パール・ホワイト、PSP-3000 PW:2008年10月16日発売
  - ミスティック・シルバー PSP-3000 MS:2008年10月16日発売
  - ラディアント・レッド PSP-3000 RR:2009年3月5日発売
  - バイブラント・ブルー PSP-3000 VB:2009年3月5日発売
  - ブライト・イエロー PSP-3000 BY:2009年3月19日発売
  - スピリティッド・グリーン PSP-3000 SG:2009年3月19日発売
  - ブロッサム・ピンク PSP-3000 ZP:2010年11月18日発売
  - ※本体のほかACアダプターとバッテリーパックが付属。メモリースティックDuoは付属していない。
- モンスターハンターポータブル 3rd ハンターズモデル:PSP-3000 MHB（税込希望小売価格 19,800円）
2010年12月1日、数量限定販売。このモデルのみ外装が他のモデルと違い、付属するバッテリーパックが2,200mAh。『モンスターハンターポータブル 3rd』に併せての発売だがソフトの同梱はない。
- プレイステーション・ポータブル バリューパック（税込希望小売価格 24,800円/2009年12月3日以降19,800円/2010年11月18日以降17,800円/2012年10月1日以降14,800円）
  - ピアノ・ブラック、PSP-3000 KPB:2008年10月16日発売
  - パール・ホワイト、PSP-3000 KPW:2008年10月16日発売
  - ミスティック・シルバー PSP-3000 KMS:2008年10月16日発売
  - ラディアント・レッド PSPJ-30001 2009年3月5日発売
  - バイブラント・ブルー PSPJ-30002 2009年3月5日発売
  - ブライト・イエロー PSPJ-30003 2009年3月19日発売
  - スピリティッド・グリーン PSPJ-30004 2009年3月19日発売
  - ブロッサム・ピンク PSPJ-30014 2010年11月18日発売
  - ブラック / レッド PSPJ-30017 2010年11月18日発売、数量限定生産
  - ホワイト / ブルー PSPJ-30018 2010年11月18日発売、数量限定生産
  - レッド /ブラック PSPJ-30026 2011年11月17日発売、数量限定生産
  - スカイブルー/マリンブルー PSPJ-30027 2012年4月26日発売、数量限定生産
  - ※本体セットの内容にポーチ、ストラップ、クロス、メモリースティック PRO Duo 2GBが付属。
  - JILL STUART Sweet Limited Package PSPJ-30015 2010年3月4日発売、数量限定生産　（税込希望小売価格 21,000円）
  - 　※ファッションブランド「JILL STUART」とのコラボモデル。特製ポーチ・クロスと2GBのメモリースティックPROデュオ  (Mark2) が付属。
  - バリューパックfor Girls　2011年2月17日発売、数量限定生産　（税込希望小売価格 19,800円）

※ブロッサムピンクの本体色と同色のポーチやクロス・インナーイヤーヘッドホンとメモリースティック PRO Duo  (Mark2) 2GBが付属。
  - ターコイズ・グリーンPSP3006ZG 海外アジア限定版（日本未発売）
- ソフト同梱モデル
  - 『機動戦士ガンダム ガンダムVS.ガンダム　プレミアムパック』（2008年11月20日発売）
  - 『パタポン2 ドンチャカ♪』（2008年11月27日発売）
  - 『DISSIDIA FINAL FANTASY』（2008年12月18日発売）
  - 『モンスターハンター ポータブル 2nd G　新米ハンターズパック』（2009年7月23日発売）
  - 『グランツーリスモ (PSP) RACING PACK』（2009年10月1日発売。元々は10月8日に発売予定だった。）
  - 『ワールドサッカー ウイニングイレブン 2010』（2009年12月10日発売）
  - 『キングダム ハーツ バース バイ スリープ　"KINGDOM HEARTS EDITION"』（2010年1月9日発売）
  - 『メタルギアソリッド ピースウォーカー　"METAL GEAR SOLID PEACE WALKER プレミアムパッケージ"』（2010年4月29日発売）
  - 『初音ミク -Project DIVA- 2nd　いっぱいパック』（2010年7月29日発売）
  - 『モンハン日記 ぽかぽかアイルー村　はじめようアイルー村パック』（2010年8月26日発売）
  - 『AKB1/48 アイドルと恋したら…　Premier Special Pack』（2010年12月23日発売）
  - 『モンスターハンターポータブル 3rd　新米ハンターズパック』（2011年2月10日発売）
  - 『DISSIDIA 012[duodecim] FINAL FANTASY　Chaos & Cosmos Limited』（2011年3月3日発売）
  - 『ワンピース ROMANCE DAWN 冒険の夜明け 麦わらの一味 EDITION』（2012年12月20日発売）[39]
  - 『うたの☆プリンスさまっ♪All Star Prelude Symphony Pack』[40]（2013年3月7日発売）
  - オリジナルデザインのPSPとソフト「うたの☆プリンスさまっ♪All Star 初回限定 Super Shining Smile BOXと初回特典、オリジナルポーチとクロスが同梱。

### PSP-E1000シリーズ

PSP-E1000

Gamescom 2011で発表された欧州限定販売の廉価機。価格は99ユーロ（日本円で約1万900円・当時）。無線LANを廃止し、PSP-1000に近い厚みのある大きさで、従来のUMDがそのまま使用できる。バッテリーは分解しないと交換できない。日本では発売されなかった。これに関しては、すでに次世代機のPlayStation Vitaの発売が決定されていることや、モンスターハンターシリーズなどのアドホック通信を用いたソフトがヒットしているなどが要因であると推測されている。

## ソフトウェア

### PSP内蔵ソフトウェア
XMB（クロスメディアバー）による直感的操作が可能である。
メディアプレイヤー
UMD-VIDEOやメモリースティックに保存してある動画データの再生、音楽の再生、画像データの閲覧ができる。各機能にはレジューム機能を搭載し、停止した時点から再生することが可能なほか、無線LANによりPSP同士で写真を交換することもできる。また、PSP-2000以降では専用ケーブルを使用してテレビ画面に出力させることもできる。
対応しているフォーマットはH.264/MPEG-4 AVC Main Profile Level3・MPEG-4 SP (AAC)・H.264/MPEG-4 AVC (AAC)・ATRAC3plus・Linear PCM・MP3・MPEG-4 AAC・WMA（WMAの再生はインターネット接続によるアクティベーションが必要）・JPEG・TIFF（バージョン5.50からTIFF画像がフォトビューアの対応フォーマットから削除された）・BMP・GIF・PNG。
Skype、RSS、ポッドキャストなどもサポートされる。
インターネットブラウザ
システムソフトウェアバージョン2.00からウェブページの閲覧が可能になり、ウェブブラウザには株式会社ACCESSのNetFrontが採用されている。
Webページのブラウズにはパソコン同様にマウスポインタを使用し、アナログパッドで操作できる。ページ上の画像や動画、音楽もダウンロード可能。これらのデータはすべてメモリースティックに保存され、ダウンロードしてすぐ見ることができる。ただし、対応外の拡張子のファイルをダウンロードしようとすると、文字化けしたページが表示される場合がある。
また、赤、青、オレンジの3つのタブがあり、同時に3つのページにアクセスできる。タブの切り替えは、□ボタンを押しながらLボタンおよびRボタンで行う。□ボタンを押している間、画面上部にそれぞれのタブを表すバーが表示され、現在どのタブを表示しているかや、それぞれのタブの読み込み状況が表示される。
機能が多い反面、ブラウジング時のデータの管理は全てメインメモリ上で行われているため、動作速度は決して速くなく、画像の多いサイトでは「メモリ不足」で完全に表示できない場合もある。なお、メモリ搭載量が増加したPSP-2000以降のモデルを利用することや、システムソフトウェア バージョン 3.10から搭載された「省メモリ」機能を有効にすることで多少軽減される。ただ、「省メモリ」機能を有効にした場合、表示される画像には画質低下が発生する。PSPの画面サイズ向けにレイアウトされたサイトや、壁紙や動画をダウンロードできるサイトもある。
- ブックマークの保存
- 文字サイズの変更
- 表示文字コードの変更
- 履歴の表示
- JavaScriptに対応
- プロキシサーバの利用
- ファイルのアップロード、ダウンロード
- Flash (version 6.0.72.27) コンテンツの表示
  - システムソフトウェア バージョン 2.70より対応
  - [本体設定]-[Flash Playerを有効にする]から有効化する必要がある
    - PSP-1000シリーズ以外では認証の必要はない

  - 動画に対応しないなど、PC版Flash Playerに比べて制約がある

- タブブラウズ機能

インターネットラジオ
システムソフトウェアバージョン3.80からインターネットラジオを聴くことが可能になった。聴くためには、あらかじめラジオ局や個人が用意したPSP専用のインターネットラジオプレーヤーをメモリースティックに登録する必要がある。
インターネットラジオプレーヤーの開発者向けキットの配布されており、ラジオ局や個人がそれぞれプレーヤーを用意できる。機能はインターネットラジオプレーヤーによって異なる。なお、どちらのプレイヤーも日本語表示には完全に対応していない。
公式サイトで配布されているPSP向けのインターネットラジオプレーヤーは以下の通り。
- Internet Radio Player I
  - SHOUTcastの提供するインターネットラジオを聴くことができる。

- Internet Radio Player II
  - icecast.orgの提供するインターネットラジオを聴くことができる。

- Internet Radio Player "CLIP" シリーズ
- Internet Radio Player "ONE SWITCH RADIO" シリーズ

PS VitaにおいてはRadikoアプリがPlayStation Storeに登場したため、プレイヤーを別で用意する必要なくFMラジオ、AMラジオを聴くことが可能。
システムソフトウェアアップデート
本体ソフトウェアをインターネットやUMDを利用してアップデート（更新）するもの。セキュリティーの強化や機能拡張などの効果がある。アップデート方法はPSP本体から、PlayStation 3 (PS3) 経由から、パソコン経由からの3つの方法がある。2015年で更新が打ち切られている。

その他以下のソフトウェアを搭載している。
- IPアドレス振り分け機能。
- 日本語入力にジャストシステム製ATOKを採用。
- ACCESS製インターネットブラウザNetFrontを搭載。
- アドビシステムズ（現アドビ）製Macromedia Flash Player 6.0を搭載。
- セキュリティソフトにRSA Security製RSA BSAFEを搭載。

### PC用転送・管理ソフトウェア
ソフトウェアなしで、PSPで有線接続モードを起動すればPSPに装填されたメモリースティック内のデータのやり取りが可能。
- SonicStage
- Media Manager for PSP
  - Media Manager PRO for PSP
- Media Go

### パッケージタイトル
PSP専用UMDによるゲームをプレイすることができる。2004年9月21日に日本国内ソフトウェアラインアップが発表され、同年10月27日に日本国内12月発売タイトルが発表された。
日本でミリオンセラーを記録したソフトは、エンターブレイン調べによると、『モンスターハンター ポータブル』（廉価版含む）、『モンスターハンターポータブル 2nd』、400万本以上を記録した『モンスターハンターポータブル 2nd G』（廉価版のみでもミリオンセラーを記録している）と『モンスターハンターポータブル 3rd』である。
ハードウェア末期のころはPS2同様、新作ソフトも乙女ゲームを中心に発表されていた。その後、2016年に発売された「神々の悪戯(あそび)InFinite」のUMD版をもってPSPの新作供給は終了した。
海外では、ミリオンセラーの登場時期は日本より早くそのタイトル数も多いものの、記録的な大ヒット作はなく、海外で2010年3月までに発売されたモンスターハンターシリーズの各作品は評価・売上ともに中堅へとどまっている。
上記のようなゲーム以外にも、2005年4月に発表された、本機のみで再生可能なUMD VIDEOによる映像ソフトとUMD MUSICによる音楽ソフトが存在する。
また本機はPlayViewに対応しており、コンテンツがPlayStation Storeで配信されていた。以下に例を挙げる。
- 『電撃ガンパレード・マーチ 復刻版』[46]
- 『エスカ＆ロジーのアトリエ〜黄昏の空の錬金術士〜 黄昏の世界の記録Vol.1』[47]

#### ダウンロードタイトル
ダウンロード版作品は2008年10月16日から配信開始された。PSP本体をWEP,WPAのWi-Fiに接続することでPlayStation Storeを起動して一部ゲームを購入・ダウンロードすることが可能だった。購入したゲームは「ダウンロードリスト」から管理することが可能。また、PSPの全ダウンロード版作品はPS3の本体から購入し、PS3本体の内蔵ストレージにインストールできる。2021年ごろまではPS3本体からPSPに購入品のゲームデータを転送することが可能だった。2022年にはPlayStation StoreのPSP版も閉鎖されたため、新規で作品を購入する場合はPS3本体が必須となる。PSPにPS3のPlayStation Storeで購入した作品をダウンロードする手順は以下の通りとなった。
1. PlayStation Networkに接続できるようにするためにPSPのOSを更新する。
2. PSPをWPA1またはWEPの無線LANに接続する。
3. PSPのXMBからPlayStation Network idで予め二段階認証をオンにしてから発行した「機器設定パスワード」を覚え、PSPのログイン画面からそのパスワードとPSNのメールアドレスを入力し、ログインする。
4. ログイン後のXMBの項目に存在する「アカウント管理」から「ダウンロードリスト」の項目を開くと、PS3で購入したダウンロード版作品をインターネット経由でダウンロードできる。

PSPはマルチプレイができる程のスペックを有していないため、Wi-Fiに接続した場合でも多人数プレイはアドホックモード以外では不可能。アドホックモードをPS3本体を経由して接続し、マルチプレイサーバーを自力で作成して遊ぶ場合は、PS3本体にアドホック・パーティーをインストールすることで可能になる。

## 周辺機器

### SCE製

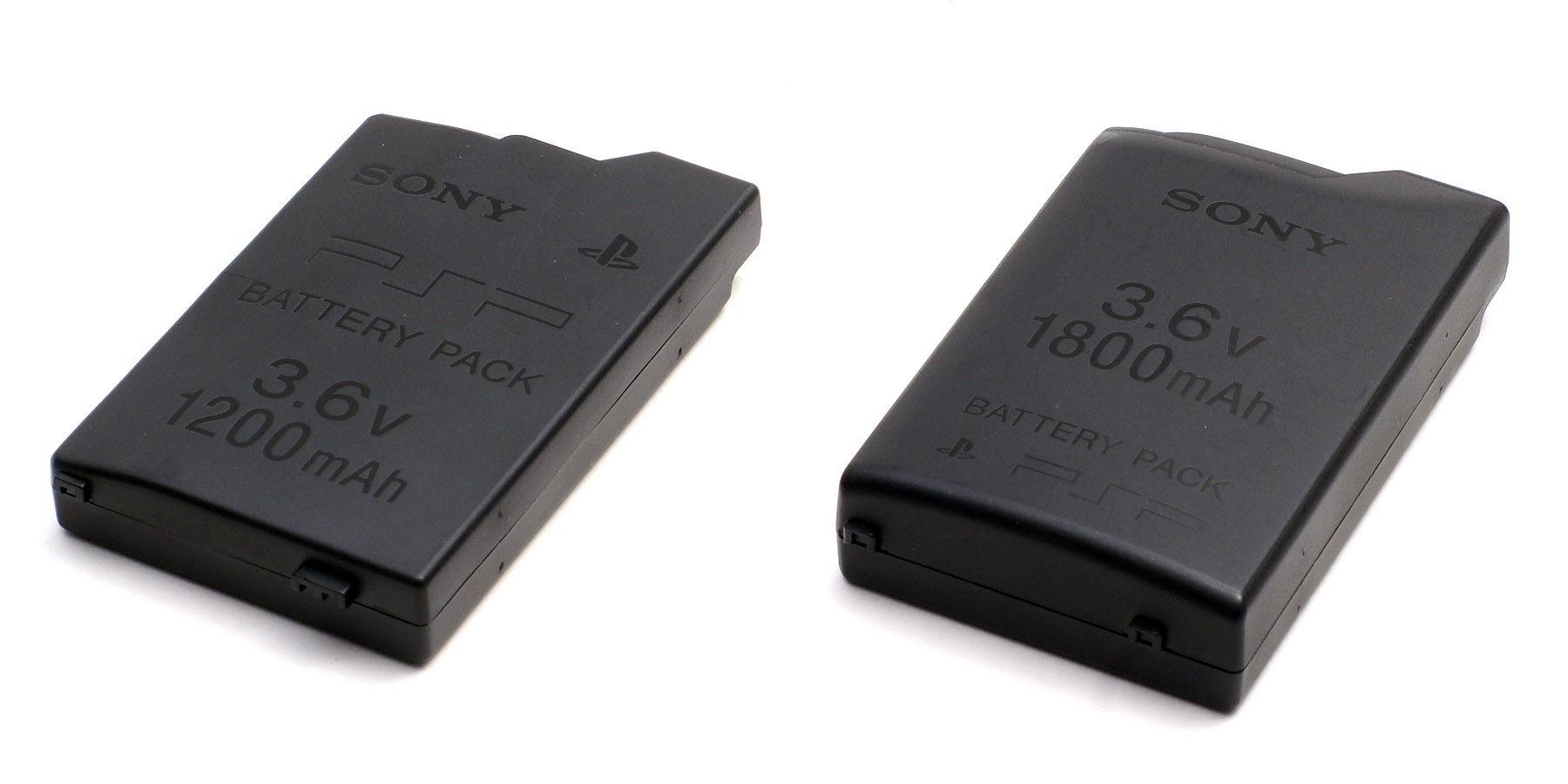
PSP-110 （PSP-1000に付属するバッテリーパック）
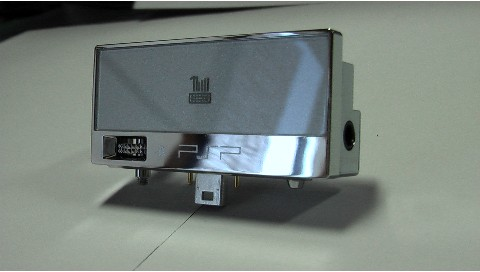
PSP-S310 （ワンセグチューナー）
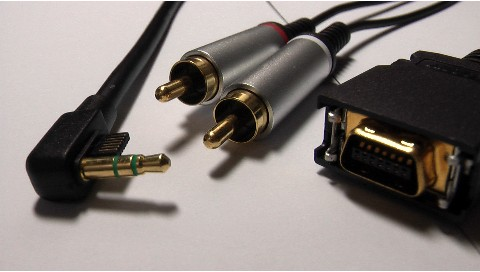
ビデオ出力（D端子）ケーブル
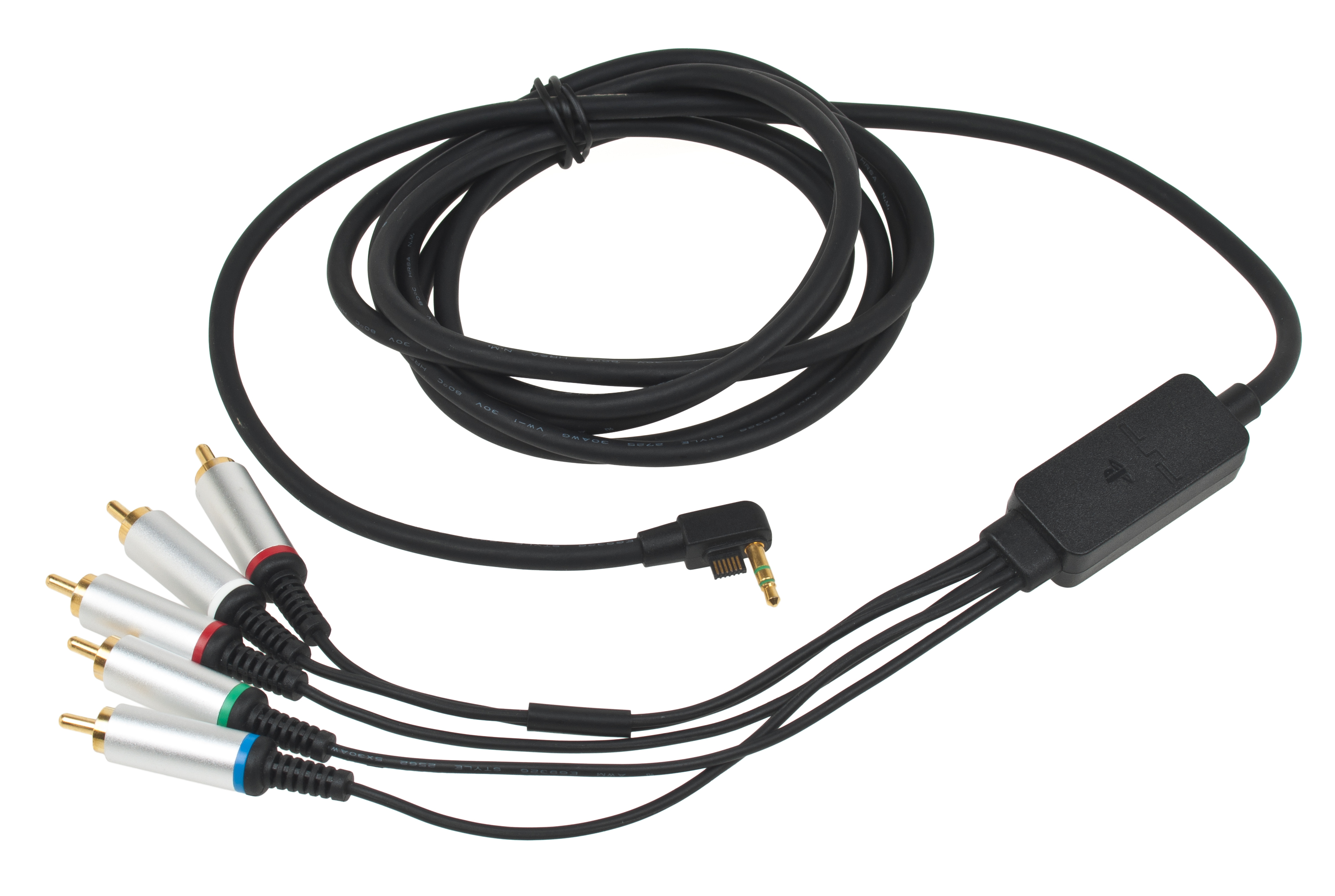
コンポーネントAVケーブル
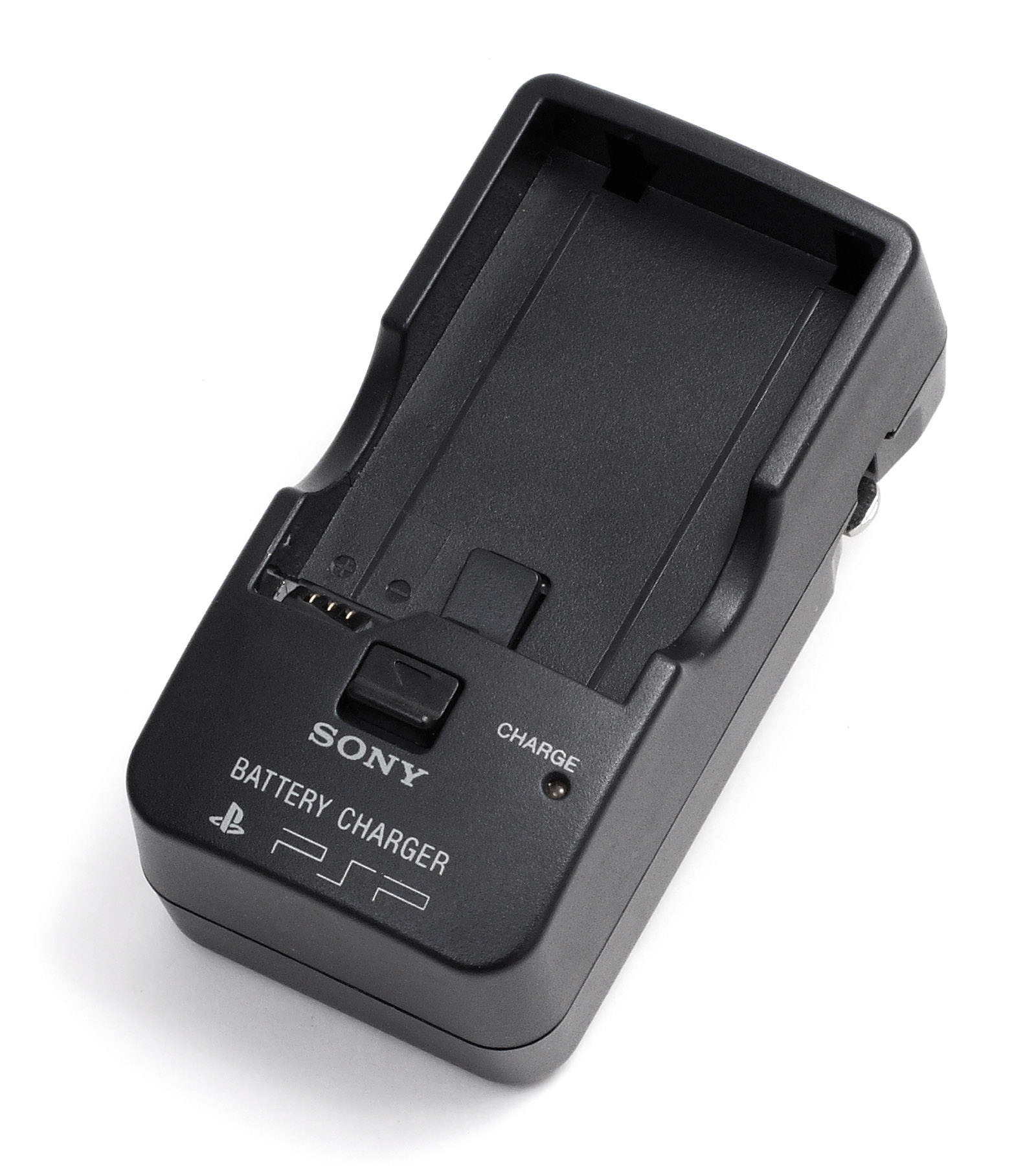
バッテリーチャージャー

| 型番                                                                         | 名称                                            | PSP-1000 | PSP-2000 | PSP-3000 | 備考 |
| ---------------------------------------------------------------------------- | ----------------------------------------------- | -------- | -------- | -------- | --- |
| PSP-M32                                                                      | メモリースティックDuo 32MB                      | ○        | ○        | ○        | |
| PSP-MP1G                                                                     | メモリースティックPRO Duo 1GB                   | ○        | ○        | ○        | |
| PSP-100                                                                      | ACアダプタ                                      | ○        | ○        | ○        | PSP-1000/2000に同梱。 |
| PSP-110                                                                      | バッテリーパック （PSP-1000専用）               | ○        | △        | △        | PSP-1000に同梱。 PSP-2000/3000の場合、別売のバッテリーカバーと組み合わせれば取り付けも可能だが、公式にはサポートされていない。 |
| PSP-S110                                                                     | バッテリーパック （PSP-2000/3000専用）          | ×        | ○        | ○        | PSP-2000/3000の本体に同梱。 PSP-110やPSP-280より薄型になっている。 |
| PSP-120                                                                      | リモコン                                        | ○        | ×        | ×        | |
| PSP-S120                                                                     | リモコン                                        | ×        | ○        | ○        | |
| PSP-130                                                                      | ヘッドホン                                      | ○        | ○        | ○        | |
| PSP-140                                                                      | リモコン付きヘッドホン                          | ○        | ×        | ×        | PSP-120とPSP-130のセット。 |
| PSP-S140                                                                     | リモコン付きヘッドホン                          | ×        | ○        | ○        | PSP-S120とPSP-130のセット。 |
| PSP-S150                                                                     | AVケーブル                                      | ×        | △        | ○        | 音声・映像を出力するためのケーブル。 コンポジット端子付きのテレビで利用できる。 PSP-2000との組み合わせの場合、ゲーム映像は出力できない。 |
| PSP-S160                                                                     | Sビデオケーブル                                 | ×        | △        | ○        | 音声・映像を出力するためのケーブル。 S端子付きのテレビで利用できる。 PSP-2000との組み合わせの場合、ゲーム映像は出力できない。 |
| PSP-170                                                                      | ソフトケース&ハンドストラップ                   | ○        | ○        | ○        | |
| PSP-S170                                                                     | D端子ケーブル                                   | ×        | ○        | ○        | 音声・映像を出力するためのケーブル。 D端子付きのテレビで利用できる。 |
| PSP-180                                                                      | カーアダプタ                                    | ○        | ○        | ○        | |
| PSP-S180                                                                     | コンポーネントAVケーブル                        | ×        | ○        | ○        | 音声・映像を出力するためのケーブル。 コンポーネント端子付きのテレビで利用できる。 |
| PSP-190                                                                      | バッテリーチャージャー                          | ○        | ×        | ×        | |
| PSP-220                                                                      | アクセサリーポーチ&クロス                       | ○        | ○        | ○        | |
| PSP-240                                                                      | マイクロホン                                    | ○        | ○        | ○        | TALKMANに同梱。PSP-3000やPSP goでは不要 |
| PSP-250 PSP-251 PSP-252                                                      | ハンドストラップ                                | ○        | ○        | ○        | |
| PSP-261 PSP-262                                                              | ネックストラップ                                | ○        | ○        | ○        | |
| PSP-270                                                                      | ヘッドセット                                    | ○        | ○        | ○        | |
| PSP-280                                                                      | バッテリーパック 2200mAh                        | ○        | △        | △        | 大容量バッテリーパック。 PSP-2000/3000の場合、別売りバッテリーカバーが必要。 |
| PSP-290                                                                      | GPSレシーバー                                   | ○        | ○        | ○        | |
| PSP-300                                                                      | カメラ                                          | ○        | ○        | ○        | ちょっとショットに同梱 |
| PSP-S310                                                                     | ワンセグチューナー                              | ×        | ○        | ○        | ワンセグ放送の視聴・録画ができ、録画した番組はビデオフォルダに保存される。起動および番組の視聴・録画にはメモリースティックPRO Duoが必要（登録したチャンネルのデータやリストなどがメモリースティックPRO Duoに保存されるため）。データ放送で通信を行う際は本体のWi-Fi設定が必要。チューナー表面の右側に3.5mmのミニプラグに対応した外部アンテナの接続端子があり、ニンテンドーDSシリーズ（任天堂）対応の『ワンセグ受信アダプタ DSテレビ』とは異なり専用の外部アンテナは付属されず、社外品である市販のミニプラグ搭載の外部アンテナならびにアンテナケーブルの接続が可能。なお、外部アンテナ使用時はチューナー本体のアンテナ機能が停止する。 |
| PSP-330                                                                      | バッテリーチャージャー                          | ○        | ○        | ○        | |
| PSP-S340                                                                     | クレードル本体                                  | ×        | ○        | ○        | |
| PSP-S350                                                                     | リモコン                                        | ×        | ○        | ○        | ボタン電池（CR2025）が必要。 |
| PSP-S360                                                                     | クレードル                                      | ×        | ○        | ○        | PSP-S340とPSP-S350のセット。 |
| PSP-380                                                                      | ACアダプタ                                      | ×        | ○        | ○        | PSP-3000の本体同梱。 |
| PSP-S400                                                                     | クレードル本体                                  | ×        | ○        | ○        | |
| PSP-S410                                                                     | クレードル                                      | ×        | ○        | ○        | PSP-S350とPSP-S400のセット。 |
| PSPJ-15001                                                                   | Play Game Pack                                  | ○        | ○        | ○        | PSP-M32とPSP-170とPSP-220のセット |
| PSPJ-15002                                                                   | Enjoy AV Pack                                   | ○        | ×        | ×        | PSP-140とUSBケーブルとスタンドとPSP-220のセット |
| PSPJ-15003                                                                   | ちょっとショット                                | ○        | ○        | ○        | カメラ。フラッシュ機能は非搭載だが録画も可能。PSP本体OSのアップデートで「ちょっとショット」本編を起動せずにホーム画面からカメラを起動できるようになった。 |
| PSPJ-15004                                                                   | Play Game Pack                                  | ○        | ○        | ○        | PSP-M32とPSP-170とクロスのセット |
| PSPJ-15005                                                                   | Enjoy AV Pack                                   | ○        | ×        | ×        | PSP-140とUSBケーブルとスタンドとクロスのセット |
| PSPJ-15006                                                                   | アクセサリーパック                              | ○        | ○        | ○        | PSP-MP1GとPSP-170とクロスのセット |
| PSPJ-15007 PSPJ-15008 PSPJ-15009                                             | バッテリーパック 2200mAh バッテリーカバーセット | ○        | ○        | ○        | |
| PSPJ-15012                                                                   | リモコン付きヘッドセット                        | ×        | ○        | ○        | PSP-S120とPSP-270のセット。 |
| PSPJ-15013                                                                   | クレードル&D端子ケーブル                        | ×        | ○        | ○        | PSP-S170とPSP-S360のセット。 |
| PSPJ-15014                                                                   | マイクロホン SINGLE PACK                        | ○        | ○        | ○        | |
| PSPJ-15016                                                                   | アクセサリーパック                              | ○        | ○        | ○        | メモリースティックPRO Duo 2GBとPSP-170とクロスのセット |
| PSPJ-15017                                                                   | クレードル&D端子ケーブル                        | ×        | ○        | ○        | PSP-S170とPSP-S410のセット。 |
| PSPJ-15018 PSPJ-15019                                                        | バッテリーパック 2200mAh バッテリーカバーセット | ○        | ○        | ○        | |
| PSPJ-15025                                                                   | アクセサリーパック                              | ○        | ○        | ○        | メモリースティックPRO Duo 4GBとPSP-170とクロスのセット |
| SCPH-10050                                                                   | 電源コード                                      | ○        | ○        | ○        | |
|                                                                              | USBケーブル                                     | ○        | ○        | ○        | Mini B端子のUSBケーブル。PS Vita TVバリューパックに付属。 |
| SCZM-92067 SCZM-92068 SCZM-92069 SCZM-92070 SCZM-92077                       | ポーチ                                          | ○        | ○        | ○        | ** 67 モノトーン ** 68 フェリシア・ブルー ** 69 ローズ・ピンク ** 70 ラベンダー・パープル ** 77 ミント・グリーン |
| SCZM-92078 SCZM-92079 SCZM-92080 SCZM-92081 SCZM-92082 SCZM-92083 SCZM-92090 | ポーチ                                          | ○        | ○        | ○        | ** 78 ピアノ・ブラック ** 79 パール・ホワイト/ミスティック・シルバー ** 80 ラディアント・レッド ** 81 バイブラント・ブルー ** 82 ブライト・イエロー ** 83 スピリティッド・グリーン ** 90 ブロッサム・ピンク |
| SCZM-92087 SCZM-92088 SCZM-92089                                             | キルティングポーチ                              | ○        | ○        | ○        | ** 87 ブラック ** 88 サンド・ベージュ ** 89 スカイ・ブルー |
| SCZM-92091 SCZM-92092 SCZM-92093 SCZM-92094 SCZM-92095 SCZM-92096            | ステレオイヤホン                                | ○        | ○        | ○        | ** 91 ブラック ** 92 ホワイト ** 93 シルバー ** 94 レッド ** 95 ブルー ** 96 ピンク |

### ソニー製
- メモリースティック Duo
  - MSH-MNシリーズ
  - 他社製のメモリースティックDuoも使用可能。
- メモリースティックPRO Duo
  - MSX-MSシリーズ
  - MS-MTシリーズ
  - 他社製のメモリースティックPRO Duoも使用可能。
- メモリースティックPRO Duo ハイスピード
  - MSX-MNシリーズ
  - MSX-MNUシリーズ
  - 他社製のメモリースティックPRO Duo ハイスピードも使用可能。
- メモリースティックPRO-HG Duo
  - MS-EXシリーズ
  - MS-HXAシリーズ
  - MS-HXBシリーズ
  - 他社製のメモリースティックPRO-HG Duoも使用可能。
- メモリースティック マイクロ (M2)（要M2デュオサイズアダプター）
  - MS-Aシリーズ
  - MS-APシリーズ
  - MS-Mシリーズ
  - 他社製のM2も使用可能。
- メモリースティックビデオレコーダー (MSVR-A10)
  - デジタルチューナーやDVDレコーダーなどの機器で受信したテレビ番組を、DVDレコーダー感覚でメモリースティック Duoにリアルタイムで録画できる。それにより今までは不可能だった、デジタル放送の「1回だけ録画可能」な番組もメモリースティックへの録画を実現。録画した番組は、PSPでそのまま再生でき、従来のようにパソコンでのデータ変換や転送の手間や時間を省くことができる。しかし、チューナーや再生機能は搭載しておらず、メモリースティック Duo/PRO Duo専用。
- ステレオイヤーレシーバー
  - MDR-EX36PSシリーズ
- スゴ録(RDZ-D900A、RDZ-D97A、RDZ-D77A、RDR-AX75)
- ブルーレイディスクレコーダー（BDZ-AX2000/AX1000/AT900/AT700/AT500/EX200/RX100/RX50/A950/A750/X100/X95/A70/X90/V9）
  - スゴ録およびブルーレイディスクレコーダーに、PSPへの番組転送機能を搭載。PSPを直接USBでつなぐだけで転送可能。あらかじめファイルを変換しておけば、1時間の番組が3分で高速転送できる。MPEG-4 AVCを使用。コピーフリーのタイトルはもちろん、「おでかけ」という形で「10回録画可能」や「1回だけ録画可能」のタイトルも転送できる。この場合、そのタイトルのダビング・持ち出し可能回数が1回分マイナスされ、メモリースティックにコピー（チェックアウト）される（「1回だけ録画可能」の場合、おでかけ中はレコーダー本体では再生ができない形になる）。チェックアウトしたタイトルをレコーダーにチェックインすると、そのタイトルのダビング・持ち出し可能回数は1回分プラス（元に戻る）される。
- ロケーションフリーベースステーション(LF-PK1、LF-PK20)
  - ベースステーションと連携させることにより、PSPをロケーションフリープレイヤーとして活用することが可能。LF-PK1では動画コーデックがMPEG-4 (PART2) のみであったが、LF-PK20はAVCの送信にも対応した。
- NETJUKE（ミニコンポ）
  - 内蔵ハードディスク内の音楽データを転送することができる。

## 広告
それまでの携帯型ゲーム機では光の屈折や反射の関係で液晶画面とゲーム機を別々に撮って合成した広告やCMを使用し「画面はハメコミ合成です。」と注意が書かれていた。対してPSPでは「画面はハメコミ合成ではありません。」とそのままの状態で宣伝された。

### 歴代キャッチコピー
- 全てのゲーム! を、持ちあるこう。
- 全ての楽しい! を、持ちあるこう。
- さー、何して遊ぶ?
- さー、新展開。
- アソビが変わるぞ。
- GOSHOCK（シャンパンゴールドが出るまでの5色の一時期）
- これが、ゲームだ。
- かるッ。（PSP-2000発売時）
- 美・画面（PSP-3000発売時）
- 4U (PSP-3000 カーニバルカラー発売時)
- こころは、もっと動く。（PS3と共通のキャッチコピー、PSP-N1000発売時）
- つかいきろう
- PSPにおいで安っ。 - 価格改定時のキャッチコピー

### CM曲
- トムトムクラブ「悪魔のラヴ・ソング」（PSP-3000発売時）

### 騒動
2005年11月にアメリカのニューヨーク、シカゴ、アトランタ、フィラデルフィア、ロサンゼルス、マイアミにて本物のストリートアートに見せかけた落書きによる広告を行ったが、住人の不評を買い、更に公共物や私有地の壁などに無断で描かれた場所もあったため、被害住民から苦情が寄せられた。
2006年7月、ブラックに続きホワイトがラインナップに加わるにあたってオランダで出された広告のうち、「白人女性が威嚇するように黒人女性の顔をつかむ」という構図の写真が人種差別的であるとアメリカで騒動となり、広告を取り下げた。
2006年12月にアメリカにて匿名を名乗りPSPを賞賛するブログが登場したが、そのブログを調べてみると口コミのマーケティング企業が運営していることが発覚。この行為がアメリカの各種メディアで取り上げられ、騒動となった。その後、ブログは閉鎖された。この行為がきっかけとなり、2006年12月にアメリカの連邦取引委員会では、企業が他会社に依頼するなどして、他人が製品を絶賛するようなやらせサイトを行わないように規制する法案が提出されることとなった。

## 反響

### 日本国外での発売前後の評価
2004年5月にアメリカのゲーム展示会Electronic Entertainment Expo（E3）で本体のデザインやソフトラインアップが発表された。米国の雑誌「ポピュラーサイエンス」は、11月15日発売の12月号で、2005年の新製品大賞を発表した。本機がハイテク小物部門にて、東芝の垂直磁気記録方式ハードディスクドライブ(HDD)がコンピューター部門にて、ともに大賞を獲得した。
Spike TV Videogame Awards 2005においてBEST BREAKTHROUGH TECHNOLOGY賞をPSPが受賞した。
Time誌の「Best Inventions 2005」をPSPが受賞した。
Manila Bulletin Onlineにて「THE TOP 15 TECHNEWS GADGETS OF 2005」の第1位を獲得した。

### 日本と海外との差
日本では『モンスターハンター ポータブル』シリーズが大ヒットした2007年頃から売上を伸ばし始め、2010年から2011年にかけて最盛期を迎えた。2010年でのメディアクリエイト発表ではDSを若干上回る年間販売最多ハードとされている（ただしエンターブレイン実施の調査では、2010年の売上最多ハードはDSシリーズの売上累計）。日本市場のPSPの売り上げは、最終的にモンスターハンターポータブルシリーズがほとんどすべてを占める結果となったため、その後のポータブル機のモンスターハンターシリーズはニンテンドー3DSがおもに発売を担当するようになった。
一方、海外では日本から数年遅れる形でニンテンドーDSが大ヒットし、iPhoneなどスマートフォンによるアプリケーションの普及が日本以上に大きく、これらを相手に苦戦を強いられ、2010年までの欧米の携帯型ゲーム機用のソフト市場におけるPSPのシェアは10％ほどしかなかった。PSP-E1000のように、バージョンアップやアドホックモードを考慮しない廉価モデルが登場するほどでもあった。
そのため世界市場から見たPSPは「日本でのみ好調で、他の国では不振だったゲーム機」であり、次世代機PlayStation Vitaではこの反省を踏まえて発表早期から海外市場を意識したメディア展開を行ったが、Vitaの発売から2年ほどで海外での売り上げは収束した。
PS Vita発売後はPS Vitaが発売された週を除いて同ハードを上回る売り上げで推移していたが、PS Vitaが値下げされて以降は逆転し、2013年10月1日時点では週間販売台数5000台前後で推移した。

### ゲーム機外の利用
教育現場でeラーニングや要約筆記などに使われた。英国でもPSPを使った教育が行われた。
VAIO株式会社でノートパソコンVAIOの製造ラインの生産サイクル管理端末としてPSPを利用している。
サッカーイングランド・プレミアリーグの強豪アーセナルFCのホームスタジアムエミレーツ・スタジアムで、公衆無線LANを利用して試合のリプレイをPSPで閲覧するサービスが2010年冬から開始されている。日本でもJリーグの鹿島アントラーズがホームスタジアムのカシマサッカースタジアムで、2010年11月より公衆無線LANを利用した同様のサービスを試験的に開始し、順次本格的に導入する。

## 問題点

### ソフトウェア
トロイの木馬、自作ソフトの起動、違反・逮捕、それに関連する話題
「PSPでサポート外ソフトウェアを起動させる為のプログラム」と偽称し、PSPに感染するトロイの木馬（ウイルス名：Trojan.PSPBrickなど）が配布されていることがシマンテックにより報告された。これに感染するとPSP本体にあるBIOSを破壊してシステムファイルを削除し、起動不可能にしてしまう。SCEはこういった非正規のソフトウェアを使用しないように警告しており、感染した場合、またはCFW（カスタムファームウェア）や自作ソフトが動作しなくなった場合のサポートは行わないと発表している。このウイルスはPSPのバージョンを2.00以上にすれば感染を防ぐことができる。ブラウザ機能や無線LAN経由でユーザの知らないうちにウイルスに感染するといった事例はない。なお、このウイルスは携帯型ゲーム機を対象とした初のコンピューターウイルスである。
また、CFW入りPSPを入れて販売していたため、ゲーム機を対象としたことでは初の商標法違反（商標権の直接侵害）や不正競争防止法違反（技術的制限解除装置などの販売）での逮捕者も出た。
インターネット上のファイル共有ソフトにおいてPSPのソフトウェアが大量に出回っていることも問題となっている。先述した改造システムソフトウェアによってUMDに入っているゲームデータをISOイメージタイプのファイルとして吸い出してアップロードし、それをダウンロードすることで同様の改造を施したPSP本体で起動できるようになるというものであり、特にBitTorrentなどで大量にこういったファイルが出回っている。このようなファイルはもちろん著作権法に違反するため処罰対象となるが、海外からのアップロードも多く厳格な対処が行えないのが実情である。
同梱版における不具合
初音ミク Project DIVA-2nd いっぱいパック-に同梱されている本体「PSP-3000 XZG」において「ゲームを終了しますか？」といったメッセージが勝手に表示され、プレイしにくくなる現象が報告されている。メーカーのセガは「PSP本体の不具合の可能性がありますので、株式会社ソニー・コンピュータエンタテインメント　インフォメーションセンターへお問合せください」と公式サイト上に掲載している。

### ハードウェア
□ボタンの不良
PSP-1000の発売当初、□ボタンの反応が鈍いことや、凹んだまま戻ってこなくなることがあると指摘された。原因はそもそも設計段階で□ボタンをあまりにも液晶に近い位置に設置したことでバリが十分に取れていなかったためと判明し、一部の金型に問題があったとして修理対応を行った。一方ボタンを押しても入力されないことがあるが、これに関しては当時のSCE会長久夛良木健が「仕様だ」とインタビューで答えたことで騒ぎとなった。
電源の不良
価格改訂後のPSP-3000の一部において、電源が突然落ちる現象が報告されている。プレイステーションクリニックで症状が確認できた場合は基板交換で対応しているが、SCEでも原因がつかめていないのか基板交換後の本体で再発した事例も報告されている。なお、ACアダプターで充電した状態のまま使用するとこの現象の確率が上がることもユーザーによって報告されている。